# Muzyka bluegrass
Muzyka bluegrass (lub bluegrass) – amerykański styl muzyki rozrywkowej z lat 50. XX wieku, wywodzący się z muzyki country, wzbogaconej wirtuozowską improwizacją (banjo, mandolina, fiddle – ludowe skrzypce, gitara, kontrabas).
Bluegrass został zainspirowany muzyką z amerykańskiego regionu Appalachia. Ma mieszane korzenie: szkockie, irlandzkie oraz pochodzące z angielskiej muzyki tradycyjnej, później zostały dołączone elementy jazzowe pod wpływem muzyki Afroamerykanów. Imigranci z Wielkiej Brytanii i Irlandii przybyli do Appalachii w XVIII wieku i przynieśli ze sobą tradycje muzyczne swoich ojczyzn. Tradycje te obejmowały głównie angielskie i szkockie ballady, które zawierały muzykę taneczną, taką jak irlandzki reel akompaniowany przez skrzypce.
Styl ten został rozpropagowany przez Billa Monroego (mandolina) z zespołem The Bluegrass Boys (z Rosine w stanie Kentucky). Uprawiany był też przez Earla Scruggsa (banjo), Chubby’ego Wise’a (śpiew i instrumenty) i Lestera Flatta (gitara).
Stolicą tego stylu był stan Kentucky.
Największe przeboje to m.in.: „Scotland” (1958), „Gotta Travel On” (1959).
Swój udział w rozwoju tego stylu miał też Elvis Presley, nagrywając piosenkę „Blue Moon of Kentucky” (1954)

## Charakterystyka gatunku
Muzyka bluegrass to przede wszystkim interpretacja starych znanych utworów country, wykonywana w sposób wirtuozowski na instrumentach klasycznych takich jak: mandolina, bandżo 5-strunowe, skrzypce, gitara i kontrabas. Znamienne dla tego stylu są pojedynki na instrumenty, dośpiewki, rozmowy i śmiech podczas muzykowania.
Zagranie utworu ma na celu popisanie się umiejętnościami przez każdego muzyka z osobna instrumentalnie i wokalnie. Muzycy mają swoje partie solowe zagrać tak aby nikt nie mógł ich powtórzyć, dlatego wprowadzili duże szybkości i karkołomne techniki grania. Lawina dźwięków potęgowana przez najgłośniejsze bandżo jest najbardziej słyszalną cechą stylu „błękitnej trawy”, a schemat aranżacyjny jest tak różnorodny, że utwór jest nasycony grą solową na przemian z chórkiem, śpiewem indywidualnym każdego muzyka i wspólnym finałem.
Muzycy w celu osiągnięcia perfekcji sami dokonywali korekty siły brzmienia instrumentów oddalając się od mikrofonów, przy nagraniach studyjnych zagranie utworu poprzedzała historyjka, pogadanka jako integralna część występu. Utwory ze względu na trudność techniczną trwały niespełna kilkadziesiąt sekund aby uniknąć zmęczenia palców. Do chwili obecnej wiele dzieł bluegrassu jest nie do odtworzenia przez większość muzyków.
Bluegrass przyczynił się do rozwoju technik grania na mandolinie, bandżo i gitarze. W tym czasie technika trójpalcowa na bandżo rozwinęła się, popularyzując ten instrument do roli solowego, wykorzystując zmianę siły naciągu strun jako efekt specjalny w kompozycjach. W mandolinie wykorzystano technikę dostrajania jednej z par strun.

## Współczesne inspiracje
Bluegrass jest w dalszym ciągu żyjącym gatunkiem, o czym świadczy popularność, jaką przysporzyły temu gatunkowi współczesne aranżacje znanych przebojów muzyki pop i rock. Początek ponownemu odkrywaniu tego gatunku dała formacja Hayseed Dixie, nagrywając w roku 2001 płytę Tribute to AC/DC z utworami zespołu AC/DC. Płyta sprzedała się w nakładzie 200 000 egzemplarzy, otwierając drogę bluegrassowi na komercyjny rynek muzyczny w USA.
Wśród współczesnych bluegrassowych inspiracji coverów starych hitów znalazły się utwory z dorobku takich wykonawców jak: Elvis Presley, The Beatles, Kiss, Led Zeppelin, Aerosmith, Metallica, Black Sabbath, Neil Young, Motörhead oraz AC/DC.
W ślady Hayseed Dixie poszedł między innymi Billy Burnette, nagrywając w 2007 roku płytę inspirowaną twórczością Elvisa Presleya.